# Proprealismus
Proprealismus je český výtvarný a básnický směr, který se zrodil na přelomu 60. a 70. let a tíhl ke groteskní nové figuraci.  

## Zrod a etymologie
Vznik proprealistické poetiky na konci 60. let souvisel s novou demokratizační vlnou věcnosti, všednosti a karikaturní figurace v opozici se silně idealizující, akademickou a neoklasicistní linií v oficiálním umění. Kmenově se její program hlásil k proudům realismu (z latinského res „věc“ a realis „skutečný, věcný“) a termínem proprealismus (z francouzského le réalisme propre „vlastní, čistý, opravdový realismus“) chtěl rehabilitovat ryzí a nefalšovanou realistickou tvorbu ve stopách Breughela, Rabelaise, Haška, Majakovského, Brechta a Hrabala. Pojmenování proprealismus pro toto skupinové krédo vzniklo ex post až na počátku 70. let během text-appealů v studentských klubech. Jeho nosný estetický program ujasňovalo teoreticky pásmo veršů Manifesty proprealismu.
Proprealismus čerpal ze studnice dadaistické humoristické satiry a komediální grotesky inspirované netesanou výřečností prostého člověka z ulice (man-in-the-street). Jeho spřízněným předchůdcem byl Warholův a Rauschenbergův Pop Art, který omilostnil smysl pro reklamní triviálnost a všednodenní banalitu. Dalším blízkým souběžcem bylo hnutí amerického hyperrealismu a fotorealismu, v jehož v hledáčku se octl „prostý anonymní občan“ a banální svět všednosti. Už v polovině 60. let americké pokusy o rehabilitaci realistické múzy dorazily do Francie, kde našly spojence v proudu nouveau réalisme a mluvčího v  Baudrillardově filosofické analýze moderních simulaker a ikonické „hyperreality“. Z téhož uměleckého rodokmenu se dralo na výsluní výtvarné hnutí ‘Nouvelle Figuration’.
Většina dějinných návratů k realistické estetice odráží demokratické tlaky spotřební společnosti a je napojena na životodárnou žílu masové kultury. Pro spotřební boomy je obecně příznačné, že nadbíhají masovým konzumentům a berou si za svůj jejich lidový pohled na svět. V USA vrcholila konzumní konjunktura v první půli 60. let, zatímco většinu evropských zemí zavalila její lavina až v letech 1967–1975. V jejím těsném závěsu se do Československa hrnula záplava humoreskních sond do života provinčních pouličních a vesnických týpků. Jejich první vlaštovkou byly filmy Miloše Formana a Jaroslava Papouška dolující groteskno z civilní komiky hrdinů z vesnického lidového prostředí. Kultovním produktem nové módy se stal Papouškův snímek Ecce homo Homolka, který upoutal zemitým pohledem na malicherné strasti masového člověka. Na podobné poetice surfovaly i první avantgardní proprealistické hry Pavla Bělíčka a Jana Kratochvíla a jejich projekt „bezjevištního divadla“.

## Historie
Zárodky proprealistické poetiky se formovaly v kroužku olomouckých umělců jako básník Pavel Bělíček, malíř Jan Kratochvíl či sochař Ivan Theimer. Nejradikálněji se vydal touto cestou Jan Kratochvíl (1941–1997), který vyšel z podnětů Effenbergerovy surrealistické školy, ale začal ji zkonkrétňovat prvky pitoreskní figurálnosti a breughelovského humoreskního realismu. Od malířských vzorů Hanse Arpa a Mikoláše Medka se propracovával k budování vlastní mytologie trpasličího světa robotických homunkulů. Její přesvědčivost spočívala v optice boschovské fantaskní alegorie pohlížející se sarkastickým úsměvem na pozemský svět drobných lidiček. 
Z básníků a literátů olomouckého kruhu přinášel nejvíce originálních podnětů Pavel Bělíček (* 1946). Za studií na filosofické fakultě publikoval překlady a básně v literárních časopisech a podílel se na vydávání universitního studentského časopisu FLP revue. V roce 1967 zvítězil na celostátní studentské konferenci v Brně s holanovskou studií Fenomenologie básnické skladby. Výbor z jeho rané poezie vyšel opožděně ve sbírce Holá duše a odrážel ještě dobové barokizující nálady ve stopách Johna Donnea a Angela Silesia. Plnokrevný proprealismus začal z jeho veršů sršet až ve sbírce Vozataj slov z přelomu 60. a 70. let. Její lámaný a dadaisticky roztřepený verš vrhal satirické šrapnely na houšť mnoha všedních kauz občanského života. Jeho oddíl „A – špalíček mototechnických protest-songů“ se vyžíval v sarkastické rétorice, groteskní karikatuře a adresné invektivě. Hýřil ironickými výtkami na účet naší zaostávající výškové architektury, výstavby dálnic, technologické vybavenosti a automobilového designu. 
V 70. letech se od olomouckého seskupení odštěpila pražská odnož kolem Pavla Bělíčka, která rozvíjela poetiku proprealismu v rámci studentských divadelních kroužků. S spolupráci s širším kruhem mladých autorů hrála jeho avantgardní hry a pořádala v studentských klubech text-appealy vlastních veršů. Zde také poprvé zazněly na scéně texty jeho Manifestů proprealismu. Protože se šťavnatý lidový humor jeho literárních výtvorů často příčil jeho pedagogickému občanskému povolání, zveřejňoval je pod pseudonymem Martin Kobalt. 
V polovině 80. let se u Bělíčka i dalších autorů jeho skupiny proprealistický výraz transformoval do nové pozměněné podoby. Dosavadní nevázaný a až rozpustile bujarý verš se zakabonil mraky nové dusivé společenské atmosféry, která spíše než k technickému progresu upírala naděje k environmentalismu a k ekologii životního prostředí. Základní konstantou Bělíčkovy poezie zůstával dál kousavý sarkasmus a groteskní ubuovský humor Alfreda Jarryho, ale její myšlenkový výraz zvážněl duchem menippské satiry. Byla to nová variace proprealismu, která opouštěla adresnou dialogickou Anredelyrik a rozvíjela u nás stále dosti ojedinělou anglosaskou linii eliotovských a poundovských skladeb diskursivní epiky. První přechodová fáze změn se ohlašovala sérií nedlouhých ekologických balad na téma inflace, úsporného šetření, chráněné přírody, biostravy, vegetariánství a znečištěného ovzduší. Z jejich chmurných vizí v náznacích čišela ztemnělá apokalyptika vlny New Age. V 90. letech jeho ekologické balady zbytněly ve velké meditativní skladby ve stylu civilizační epiky. Podávaly souhrnnou výpověď o současném světě s předstíranou vážností zpráv amerických presidentů o stavu unie. S otevřením hranic se jejich dějový prostor rozšířil více na západ a z pozemské sféry často přeléval těžiště i do zásvětí. Jeho skladby Orfeova plavba zátokou mrtvých a Sobáš překrásné Vasilisy s kostlivce připomínaly ducha antické menippeiky a alegorického básnictví pozdního středověku. Uchylovaly se k vizím tíživých alegorických snů a motivům dantovského podsvětního putování.

## Avantgardní bezjevištní divadlo
Souběžně s prvními malířskými a básnickými pokusy se v spolupráci Bělíčka a Kratochvíla začal rýsoval také ojedinělý program avantgardního „bezjevištního divadla“. Text jejich první společné hry na hamletovské téma dosud nespatřil světlo světa v tištěné podobě, ale další absurdní drama se již dočkalo pozitivní odezvy u E. Schorma a dalších zasvěcených odborníků. V avantgardní performanci Hra na Ježíše (1967) uvaděči posadili část diváků na sedadla improvizovaného hlediště v popředí sálu a nechali je civět na své druhy v hlavním protilehlém auditoriu. Mezi ně se na volných sedadlech nenápadně infiltrovali skrytí herci, kteří je provokativně podněcovali k ventilaci nevraživých pocitů a vybouřili se do libosti slovními výpady proti divákům v opačném hledišti. 
Vzájemné ostouzení diváků přerůstalo brzy v nezvladatelný happening připomínající atmosféru nezřízené hospodské lidové zábavy. Popouštělo uzdu spontánním výlevům davové psychózy, v nichž začala hrát prim hrstka oprsklých excentrických frajerů a vesnických mudrlantů. V nastalé nouzi o hlavní postavu děje a nejistotě, kdo je kdo nebo kdo je herec a kdo divák, se vůdčí role samozvaně zmocní dva divadelní zřízenci údržbáři. Využívají provizorní kazatelny, aby dodali lidovým plkům zdání hlubokomyslného blábolu. Hrají si na Ježíše a samozvané spasitele v naději, že se jim podaří spoluobčany probudit z letargie a pronést nějaké závažnější hluboké moudrosti k existenciálním otázkám bytí, života a smrti.  
Jejich slibné pokusy úspěšně maří a torpéduje ukázněná rota požárníků, která se snaží sál vyklidit a zajistit pár diváků pod záminkou, že někdo v sále nahlásil falešný poplašný požár. Je to vlastně taková parta dobromyslných „vesnických strejců“, která podobně jako ve Formanových filmech symbolizuje uniformované složky státu a svou nedůvtipnou neomaleností dusí všechny pokusy o hlubší duchovno. Vedle shod se soudobými firmy Formana, Němce a Papouška tato hra neuvědoměle sugerovala paralely s „totálním divadlem“ rakouského dramatika Petera Handkeho. Jeho průlomový kus Ostouzení publika (1967) šokoval tím, že postavil na jeviště skupinu herců, kteří bombardovali diváky sprškou peprných nadávek. 

## Proprealistická poetika
Estetické cítění proprealismu reagovalo kriticky na nadvládu abstrakce a strukturního informelu v polovině 60. let. Podržovalo si jejich smysl pro experimentální formu, ale snažilo se ji naplnit živým sociálním obsahem. Hledalo nové cesty obratem k figurativní imaginaci, karikaturní grotesce a radikálnímu sociálnímu gestu. Pojmenování proprealismu se zrodilo až počátkem 70. let, ale přestože dlouho zůstávalo izolováno jako skupinová záležitost, zpětně poskytovalo teoretickou sofistikaci dadaisticky laděným veršům mnoha generačních vrstevníků. 
S odstupem doby se ukazuje, že český proprealismus se zjevil jako jedna z četných mutací mohutné celoevropské vlny konceptualismu a jeho obsahově, pojmově a ideově orientovaného myšlení. Od ostatních neuvědomělých variací se lišil jen tím, že jeho program byl formulován uvědoměle teoretickými manifesty. Američtí průkopníci konceptuálního umění odbourávali pracné a náročné zhotovování výtvarných artefaktů fotografiemi, kolážemi, montážemi nebo jen vtipnými titulky. „V konceptuálním umění je nejdůležitější stránkou díla idea či pojem. Když umělec využívá konceptuální umělecké formy, znamená to, že všechny jeho záměry a rozhodnutí jsou naplánovány předem a jejich provedení je už druhotnou nepodstatnou záležitostí. Strojem vytvářejícím umění se stává nápad.“
Bělíčkovy manifesty světový výtvarný kontext vědomě nesledovaly, ale nezávisle objevovaly nové žánrové formy jako happening, pouliční performance, inscenované situace, street art, kinetický mobil, found poetry nebo cizí fotografie s humornými titulky a obláčkovými popisky. Jak ukazovaly jeho olfaltorické, tlačenkové, šamotové a asfaltové artefakty, důležité v nich bylo věcné uzemnění ideje a její konfrontace s absurdním materiálem. Ve svých Manifestech proprealismu popisoval svá výtvarná díla následujícími verši: „Největšími díly proprealismu jsou / šamotová podprsenka Liz Taylorové / olověné antiradiační šle Jamese Cartera / nadzvukový rychloposuvný Franz Joseph Strauss / tlačenka Teng a smradlavé fusekle Lennona.“ Prostor pro své výtvory hledal mezi lidmi v městských ulicích: „Proprealista toužící po vzruchu / inscenuje děje svých básniček v tramvajích / ve frontách občanů na barevné vyšívací bavlnky / na výletních parnících a / schůzích domovní samosprávy.“ Jeho adresné útoky na konkrétní historické osobnosti předjímaly takové exponáty jako postelová rohožka z tygří kůže a hlavy Hitlera na vernisáži výstavy Decadence Now!
Důležitým momentem v poetice proprealismu byly podněty soudobého „genetického strukturalismu“ a francouzské levicové skupiny Tel Quel. Ve sbírce Vozataj slov se Bělíček neustále vymezoval opozicí autora a jeho básnického výplodu écriture. Coby autor se posměšně a sebeironicky stylizoval jako píšící „skribent“. Stavěl se tak na konec houfce zdatnějších básnických škrabalů, kteří pravidelně splachují do záchodové mísy knižního trhu své textové exkrety. Od literární formy se chtěl odhmotnit a žádal od díla sociální apel. Budoval ho jako smělé občanské gesto a balil jeho poselství do humorné dadaistické rétoriky. Jeho tvorba navazovala na modernistický experiment básní Majakovského a Chlebnikova a inovovala text interpunkčními reformami E. E. Cummingse. Zhlížela se v Sanguinetiho lámaném verši s dynamicky eruptivním obsahem. 

## Boje o avantgardu a demokratické umění
Poetika proprealismu signalizovala velké celospolečenské posuny v myšlení mladé generace 60. let. Spojovala ji nejen v Československu, ale i v západních zemích nespokojenost s nadměrnou centralizací státní moci a politikou autoritativního dirigismu. Nesla se duchem Herberta Marcuseho a brandtovské New Left, jež povstalo ze studentských bouří roku 1968 a podvracelo poválečný mocenský monopol úřednických elit. Program proprealismu reagoval kriticky na do té doby výsadní postavení socialistického realismu, který místo skutečného realismu inklinoval spíše k optimisticky nasvícené atrapě „růžolícího neoklasicismu“ a dociloval efektů normativní idealizace skutečnosti jejím „lakováním na růžovo“. Snažil se proti ní rehabilitovat skutečný ‚náležitý opravdový realismus‘ (le réalisme propre), který uvolňuje iniciativu masové subkultury a osvobozuje obnažující, demaskující potence lidového humoru. To předpokládalo obnovu uměle přerušené a vysychající demokratické linie umění Breughela, Rabelaise, Haška, Majakovského, Brechta a Hrabala. Ve snaze nahmatat podobně jako předválečný Devětsil tep života široké veřejnosti v ulicích moderního velkoměsta se inspiroval poetikou předválečného civilismu.
Bělíček ve svých odborných pracích cílevědomě navazoval na levou avantgardu 20. let, která se ve stopách Václavka a Teigeho hlásila k sociologické estetice a k nedeformovaným kořenům marxismu. Neblahý konec jí přivodily nekulturní útoky stalinské kulturní politiky 30. let a rehabilitace se nedočkala ani v poválečné éře. Hlavní neštěstí spatřoval v jejím konservativním tradicionalismu, kultu velkých osobností a nekrofilní jubilejštině, která se vyžívala v oslavných tirádách u příležitosti všech výročí národních velikánů. Zaváděla stejné byzantinství jako církevní adorace světců a její hagiografické dějepisectví. Proti této nechutné manýře se dokázali statečně ozvat K. Čapek, V. Nezval, I. Olbracht a H. Malířová. Voskovec s Werichem její pochlebovačné projevy zparodovali ve hře Kat a blázen (1934). Bělíček psal, že, „proprealismus je kopanec do zadku / uštědřený celebrantům model / uctívačům tradic, rituálů a ikon / políček metafyzickému básnictví / vlastenčícím agrokřečkům.“ Živě si uvědomoval, že za obřadnými tanečky chorobného kultu vůdcovských osobností stojí na východě i na západě vzestup konservativní úřednické pravice a klik elity jejích aparátčíků: „Proprealismus je vánoční dáreček / jubilejščině kultu klasiků / a funebrálnímu řečnictví / dynamit pod zadkem přednostů / náměstků páprdů a velkomožných papalášů“. 
Bělíčkovy studie hleděly na třenice 20. století sociologicky a dokládaly, že všechna vzedmutí protestních hnutí končila zradou jejich vlastních etablovaných elit a úlitbami novému uctívačskému obřadnictví. Jejich hrobařem byl pokaždé historický román idealizující patriarchální stavovskou společnost. Ukazovalo se to na generacích Waltera Scotta, Carlylova kultu hrdinů, na procesech Bismarckova a Taaffeho režimu se sociálními demokraty, na zhoubných vášních tradicionalismu před první světovou válkou, ale i na genezi poválečného thatcherismu a  fundamentalistického islamismu. V Československu naštěstí nebyly reje kultu tradice a velkých osobnosti tak divoké, klonil se k nim především Nejedlého „jiráskovský kult“ a Štollova „osobnostní metoda“. Manifesty proprealismu zaujaly ke „kultu celebrantů“ a jiráskovské adoraci odmítavý postoj následujícími verši: „Chce-li proprealista vzdát sochařský hold / mistru A. Jiráskovi / napudruje raději moukou vlastního dědečka / a poskytne jej na přechodnou dobu / k dispozici kulturní veřejnosti národa.“ Podstatné je, že scestnou tradicionalistickou koncepci literární teorie a humanitních věd nedokázaly východoevropské humanitní vědy nikdy revidovat, a jen velmi sporadicky popouštěly uzdu autentickému realismu. Stejně neúspěšně se v nich dařilo obhájit právoplatnost základotvorného evolučního, komparativního, typologického a sociologického vědeckého myšlení. 

## Uměnovědná kategorématika
Že proprealistický směr nebyl nahodilým výmyslem několika jedinců, ale validním výrazem mnohem širšího obecného kulturního vědomí na přelomu 60. a 70 let, svědčí tehdejší celoevropská popularita konceptualismu a jeho četných oborových derivátů a podsměrů. Ty se promítaly v estetice do snah hyperrealismu, v politice do idejí brandtovské New Left, v jazykovědě do Lakoffovy generativní sémantiky, v metodologii jazykové výuky do Wilkinsových „pojmových osnov“ (Notional Syllabus) a v teoretické matematice do rostoucí popularity MacLaneovy „kategorické algebry“ (categorical algebra). Všechny umělecké a uměnovědné aplikace spojoval dravý materialistický tah na branku obsahu, smyslu, pojmů, kategorií a jazykového významu. Jestli umělecké směry vázal dohromady probuzený realistický zájem o syrovou realitu a občanskou společnost, pak pro uměnovědu se staly klíčem taxonomické sítě základních pojmů elementárních ontologických kategorií. 
Tyto obecné dobové konceptualistické tendence živě dokládaly i teoretické statě a práce příslušníků proprealistické skupiny. Jejich výboje mířily do jazykové sémantiky, estetického názvosloví, pojmoslovní taxonomie a výtvarné teorie. Ve své teorii umění se Jan Kratochvíl inspiroval podněty „tagmématiky“ Kennetha L. Pikea a na jejím základě inicioval projekt „kategorematiky“, která  přistupovala nově k logické systematice estetického názvosloví. Sepsal studii o abstraktním chápání prostorových pojmů vertikální hierarchie laterální členitosti a hloubkové perspektivy, jež by umožnilo matematickou axiomatizaci základních pojmů malířské teorie. Po vzoru F. de Saussurea hledal základní jednotku výtvarného výrazu v pojmu kategorém a z jejich základního inventáře pokoušel usouvztažnit kategorématickou síť nadřazených obecných pojmů. 
Obdobně se angažoval Pavel Bělíček ve svých studiích z  jazykové a literární sémantiky. Jeho snem bylo zmapovat formální logikou pojmovou axiomatizaci teorie literatury. Schůdné východisko spatřoval v rakouské Wiener Schule a ve Wittgensteinově formalistické filosofii věd. Jeho literární encyklopedie obsahovaly díly Literární poetika a Formal Poetics and Rhetoric, jež rozpracovaly nosný formální popis pro literárněvědné pojmosloví. V duchu genetického strukturalismu však úzkostlivě dbaly, aby synchronie kořenila v diachronii a matematické metody budovaly své postupy na historických, evolučních a sociologických základech. Jeho práce English Semantics (2005) rozvíjela nový obor konceptuální logiky a nocionální algebry. K poctě zakladatele směru Notional Syllabus založil jazykovou školu Wilkins Language School.  